# Omonville
Omonville település Franciaországban, Seine-Maritime megyében. Lakosainak száma 283 fő (2022. január 1.). Omonville Bacqueville-en-Caux, Belmesnil, Bertreville-Saint-Ouen, Criquetot-sur-Longueville, Lamberville és Lintot-les-Bois községekkel határos.

## Népesség
A település népességének változása:
| Lakosok száma | 271  | 264  | 318  | 262  | 265  | 270  | 275  | 279  | 283  |
|               | 2013 | 2015 | 2016 | 2017 | 2018 | 2019 | 2020 | 2021 | 2022 |